# 25-та панцергренадерська дивізія (Третій Рейх)
25-та панцергренадерська дивізія (Третій Рейх) (нім. 25. Panzergrenadier-Division) — панцергренадерська дивізія Вермахту за часів Другої світової війни.

## Історія
25-та панцергренадерська дивізія була сформована 23 червня 1943 року шляхом переформування 25-ї моторизованої дивізії.

## Райони бойових дій
- СРСР (центральний напрямок) (червень 1943 — липень 1944);
- Воґези, Західна Німеччина (жовтень 1944 — січень 1945);
- Східна Німеччина (січень — квітень 1945).

## Командування

### Командири
1-ше формування
- генерал від інфантерії Антон Грассер (нім. Anton Graßer) (23 червня — 5 листопада 1943);
- генерал-лейтенант, доктор Фріц Беніке (нім. Fritz Benicke) (5 листопада 1943 — 4 березня 1944);
- генерал-лейтенант Пауль Шюрманн (нім. Paul Schürmann) (4 березня — липень 1944);

2-ге формування
- генерал-лейтенант Пауль Шюрманн (жовтень 1944 — 10 лютого 1945);
- генерал-лейтенант Арнольд Бюрмейстер (нім. Arnold Burmeister) (10 лютого — 8 травня 1945).

## Нагороджені дивізії
Нагороджені дивізії
Нагороджені Сертифікатом Пошани Головнокомандувача Сухопутних військ для військових формувань Вермахту за збитий літак противника
- 16 травня 1942 — 3-тя рота 25-го інженерного моторизованого батальйону за дії 16 грудня 1941 (79).

|  | Кавалери Нагрудного знаку ближнього бою в золоті                                                           | 1 |
|  | Кавалери Золотого Німецького Хреста                                                                        | 110 |
|  | Кавалери Лицарського хреста Залізного хреста з Дубовим листям                                              | 3 (№ 344 генерал-лейтенант Антон Грассер — 05.12.1943 № 425 гауптман Йозеф-Вільгельм Реттемаєр — 13.03.1945 № 715 оберстлейтенант Карл Прелль — 25.01.1945) |
|  | Кавалери Лицарського хреста Залізного хреста                                                               | 29 |
|  | Кавалери Почесної відзнаки Сухопутних військ «Почесна застібка на орденську стрічку для Сухопутних військ» | 44 |

- Нагороджені Сертифікатом Пошани Головнокомандувача Сухопутних військ (6)
- Нагороджені Сертифікатом Пошани Головнокомандувача Сухопутних військ за збитий літак противника (1)